# Однією ногою під Києвом
«Однією ногою під Києвом» — квір-роман, перший у однойменній трилогії Сергія Скришевського, виданий у 2024 році видавництвом «Прометей». Твір розповідає про сироту Свята, який стає учасником підпільних боїв без правил та закохується у свого наставника Даню.

## Сюжет
У 2101 році юнак на ім'я Свят живе на околиці Києва, розвинутого, але сповненого соціальної нерівності міста, де в оточені панельної забудови, що заселена бідною верствою населення, сяють яскраві хмарочоси. Хлопець погоджується взяти участь у підпільних боях без правил, які проходять на закинутій станції метро «Арсенальна», ще не знаючи, що стане частиною кривавого турніру, де жорстокість винагороджується великими грошима. Перед ним постає питання, чи готовий він переступити межу моралі заради здійснення своїх мрій. Тим часом його наставник Даня робить усе можливе, щоб врятувати підопічного, адже з кожним днем між ними міцнішає емоційний зв'язок.